# Överhörnäs
Överhörnäs is een plaats in de gemeente Örnsköldsvik in het landschap Ångermanland en de provincie Västernorrlands län in Zweden. De plaats heeft 602 inwoners (2005) en een oppervlakte van 239 hectare. De plaats ligt iets ten zuidwesten van de stad Örnsköldsvik.

## Verkeer en vervoer
Bij de plaats lopen de Europese weg 4, Länsväg 335 en Länsväg 348.